# Tarık Ongun

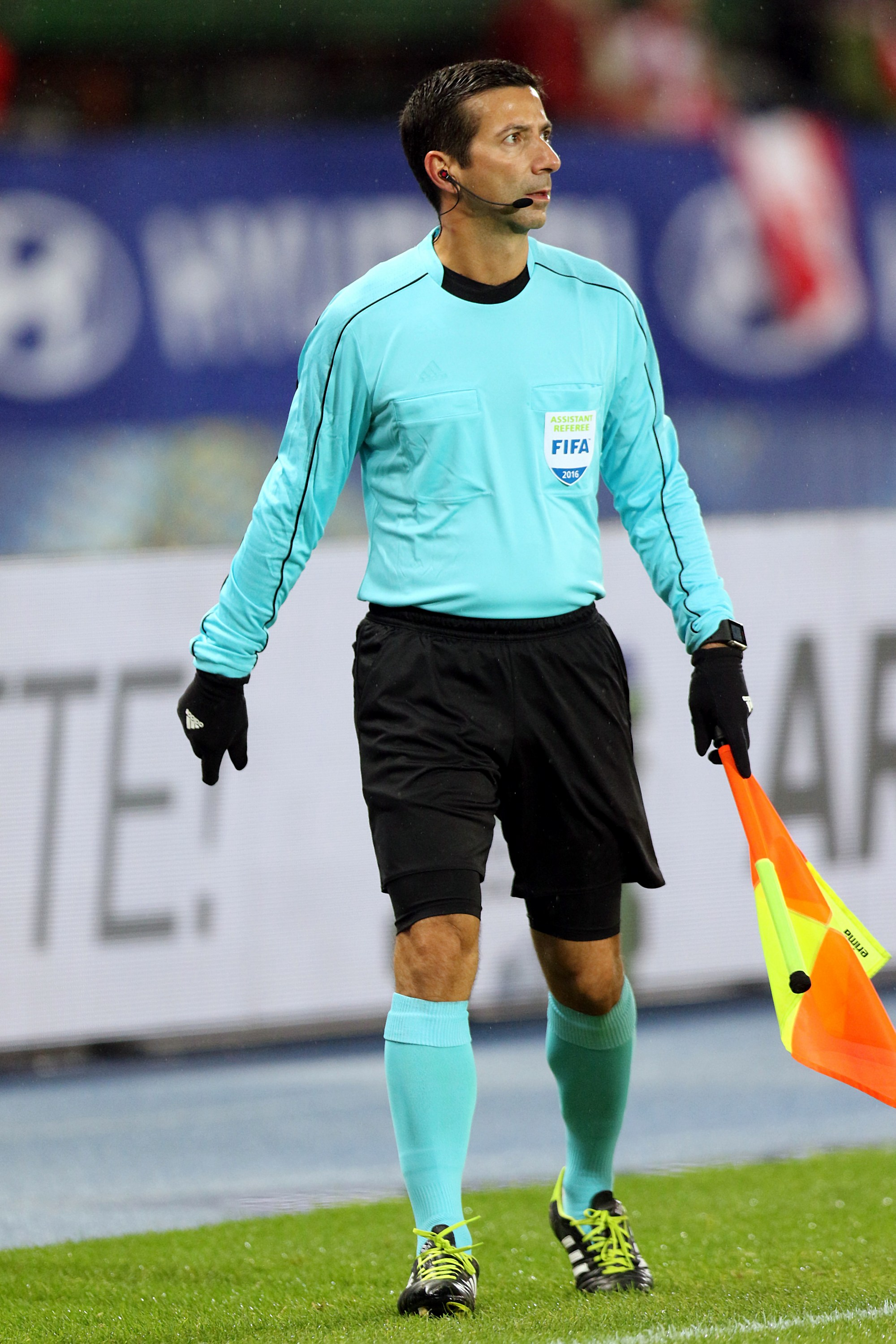
Tarık Ongun (2016)

Tarık Ongun (* 3. Februar 1973) ist ein ehemaliger türkischer Fußballschiedsrichterassistent.
Von August 2006 bis Mai 2022 war Ongun Schiedsrichterassistent in der türkischen Süper Lig, in der er insgesamt 288 Spiele leitete. Ab 2008 stand er als Schiedsrichterassistent auf der Liste der FIFA-Schiedsrichter. Er war (gemeinsam mit Bahattin Duran) langjähriger Schiedsrichterassistent von Cüneyt Çakır bei internationalen Fußballspielen.
Als Schiedsrichterassistent von Çakır war Ongun bei allen großen internationalen Turnieren von 2012 bis Çakırs Karriereende 2021 im Einsatz, darunter bei der Europameisterschaft 2012 in Polen und der Ukraine, bei der Weltmeisterschaft 2014 in Brasilien, bei der Europameisterschaft 2016 in Frankreich, bei der Weltmeisterschaft 2018 in Russland und bei der paneuropäischen Europameisterschaft 2021.
Am 6. Juni 2015 leiteten Çakır, Ongun und Duran das UEFA-Champions-League-Finale 2015 zwischen Juventus Turin und dem FC Barcelona (1:3).
Zudem leitete das Trio unter anderem Spiele bei der U-20-Weltmeisterschaft 2011 in Kolumbien, bei der FIFA-Klub-Weltmeisterschaft 2012 in Japan, bei der U-20-Weltmeisterschaft 2013 in der Türkei und bei der U-20-Weltmeisterschaft 2017 in Südkorea.
Im Juni 2022 beendeten Duran und Ongun ihre aktive Schiedsrichterkarriere.